# Дибамба (река)
Дибамба (фр. Dibamba, англ. Dibamba) — река в Прибрежном регионе на юге Камеруна. Впадает в залив Камерун близ Дуалы.

## Описание
Площадь водосбора реки Дибамба — 2400 км², её длина составляет 150 км. Средний расход в устье реки составляет 480 м³/с. Протекает в целом на юго-запад. В нижнем течении Дибамба протекает через мангровые заросли, простирающиеся на юг от Дуалы до мыса Суэлаба, и впадает в эстуарий Камерун. В залив также впадают реки Мунго и Вури. Около Дуалы реку пересекает автодорожный мост длиной 370 м, построенный в 1983—1984 годах.

## История

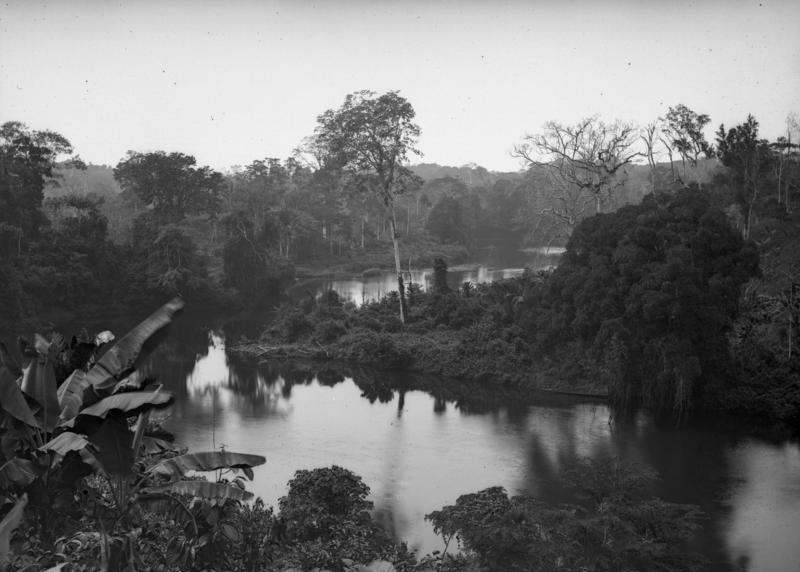
Дибамба (1903 год)

Народность дуала, которые в настоящее время населяют регион в городе Дуала и его окрестностях, переселились сюда из Пити на реке Дибамба, вытеснив крестьян Басса-Бакоко. Согласно преданиям дуала, они являются потомками Мбеди, сына Мбонго, который жил в Пити. Моннеба был лидером дуала на побережье Камеруна в 1630-х годах и занимался торговлей слоновой костью и рабами с европейцами. На голландских картах 1650-х годов название Моннебы находится на реке Дибамба, которая называется ручей или каналом Моннебы (Моннебаса-Гат). Дибамба была ареной морских боевых действий во время Первой мировой войны, когда 10 сентября 1914 года командующий Ральф Стюарт Снейд атаковал и потопил большой немецкий катер и вытеснил немцев с их поста в Пити.

## Экология
Промышленная зона Басса в Дуале заканчивается в устье Дибамба и сбрасывает отходы в реку. Водно-болотные угодья реки быстро заселяются инвазивными видами. Выше по течению реки ещё сохранились участки нативный заболоченных лесов, но значительная часть долины очищена и осушена для выращивания масличных пальм. Животный мир реки плохо охраняется. Африканский ламантин (Trichechus senegalensis) находится здесь под угрозой исчезновения.